# Euxoa testula
Euxoa testula är en fjärilsart som beskrevs av Smith 1900. Euxoa testula ingår i släktet Euxoa och familjen nattflyn. Inga underarter finns listade i Catalogue of Life.